# Hunya
Hunya község Békés vármegye Gyomaendrődi járásában.

## Fekvése
Gyomaendrődtől délre, Örménykút és Mezőberény közt fekvő település. Szomszédai: észak felől Gyomaendrőd, kelet felől Mezőberény, délkelet felől Kamut, dél felől Kondoros, nyugat felől pedig Örménykút. Légvonalban közel van még hozzá északkeleti irányban Csárdaszállás is, de a két település közigazgatási területe nem érintkezik egymással.

### Megközelítése
Közigazgatási területén kelet-nyugati irányban a Mezőberény-Szarvas közti 4641-es, észak-déli irányban pedig a Gyomaendrőd-Szentes közti 4642-es út halad keresztül. Belterületét azonban egyik sem érinti, központját mindkét útvonallal a 46 166-os számú mellékút köti össze.

## Története
Hunya területén az első, emberi megtelepedésre utaló régészeti leletek a késő bronzkorból származnak. Innentől kezdve a mai falu határa kisebb-nagyobb megszakításokkal folyamatosan lakott. A késő bronzkor során itt élt Gáva-kultúra népét szkíták, kelták, szarmaták, majd avarok követték. A település területén található régészeti lelőhelyek közül kiemelkedik a gyomaendrőd-kondorosi út mellett, az egykori Hanyecz kocsmánál található lelőhely, ahol 1977 és 1980 között 11 avarkori, félig földbe mélyített házat tártak fel a régészek.
A honfoglaló magyarság a 10. század közepe táján jelent meg Hunya területén, a község határában három Árpád-kori falu nyomait találták meg. Ezek közül a legjelentősebb Pusztakondoros volt, a mai hunyai határ legnagyobb része ehhez a településhez tartozott. A falu a szarvas-mezőberényi út mellett, a Vak-Tímár kereszttől délre terült el. A település az Árpád-korban élte virágkorát, a 13. században valószínűleg a tatárjárás következtében elpusztult, majd a 14-15. század során csak ideiglenesen népesült újra.
Pusztakondoros területe a török időkben Kondoros területébe olvadt. Az így létrejövő Kondoros pusztát az 1700-as évek elején a Kondoros-völgy déli ágának mentén két részre osztották: Nagy Kondorosra és Kis Kondorosra, utóbbi azonos Hunya község mai határával. Kis-Kondoros területét a 18. század elején örmény kereskedők bérelték ki a földesúrtól, akik szarvasmarhákat legeltettek itt.
A szomszédos, nemrég újratelepült és folyamatosan gyarapodó Endrőd lakosait már nem szolgálták ki a község területén lévő, kevésbé jó minőségű földek, ezért 1751-ben bérbe vették Kis Kondorost báró Harruckern Ferenctől három éves időtartamra, a bérletet 1754-től évente újították meg. Az 1769-es úrbéri rendezés során Kis Kondoros végleg Endrődhöz került.
Az endrődiek csak annyi időt tartózkodtak Kis-Kondoroson, amennyi az adott mezőgazdasági munka elvégzéséhez szükséges volt. Az időjárástól való védekezésre és a szerszámok tárolására kis kunyhókat, szállásokat építettek, de ezek a hajlékok állandó lakásra alkalmatlanok voltak. Endrőd község az itteni határban, a Kondoros-völgy északi ágának és az itt futó aradi útnak a találkozásánál egy csárdát épített, az itt dolgozó endrődiek és az átutazók kiszolgálására. A csárdát üzemeltető család tagjai tekinthetőek a település első állandó lakóinak.
Az első endrődi családok 1831-ben települtek ki Kis-Kondrosra. 1831 és 1854 között 30-55 fő között ingadozott a lakosság száma, ugyanis az itt lakók csak házatlan zsellérek lehettek a nagyobb gazdák földjein, telkes jobbágyok még nem települhettek ki. A volt telkes jobbágyoknak 1853-tól nyílt lehetősége a kitelepülésre, az itt élő lakosság száma innentől kezdve lassú gyarapodásnak indult. Az 1880-as években ez a folyamat felgyorsult, aminek eredményeként 1890 körül már közel 200 családélt itt, a települést innentől kezdve Kondorostanyának nevezték.
Az itteni tanyákon élők kikerültek az endrődi társadalomból, és egy új közösség született meg, aminek igénye volt az élhető feltételekre. Ennek eredményeként 1888-ban iskola épült, 1894-ben olvasókört alapítottak, 1897-ben templomot építettek, melyhez a szükséges telket Hunya József helyi kisbirtokos biztosította. Hunya József ezután az összes környező földjét eladta házhelyeknek és szőlőskerteknek, valamint kedvezményes áron az egyháznak iskolatelket adott el, illetve ingyen temetőtelket juttatott. Ezáltal Hunya József biztosította a leendő település fizikai alapjait. A fejlődés folytatódott: 1900-ban a Község-soron is iskola épült, 1903-ban fogyasztási szövetkezetet hoztak létre, majd 1912-ben a nagyváradi püspökség létrehozta a kondorostanyai lelkészséget, és ugyanebben az évben megnyílt a temető is.
Endrőd község vezetősége mostohán bánt a kondorostanyaiakkal, minden fejlesztési kérésükre nemet mondott, holott a községi adóbevételek több mint 40%-a innen származott. Az ellentétek fokozódásával 1927-ben elszakadási mozgalom indult, melynek élére 1929-től Szabó Frigyes kondorostanyai lelkész állt. Megyei és országos lapok cikkeztek a témában, még egy országgyűlési felszólalásra is hatással voltak. Békés vármegye alispánjának hatására a felek 1930-ban kiegyeztek, a községi vezetőség ígéretet tett a kívánságok teljesítésére, a mozgalom pedig elcsendesedett.
1934-ben három új közkút létesült és bekötőút létesült, majd 1935-ben belügyminiszteri rendelettel jegyzői kirendeltség alakult.1941-ben az endrődi képviselőtestület javaslatára a belügyminiszter Endrődszentlászlóra módosította a település nevét.
1943-ban újabb elszakadási mozgalom indult, melynek eredményeként a második világháború után, 1946-ban a település községgé alakult Endrődszentlászló néven, de 1947-ben a lakosság kezdeményezésére felvette egykori jótevője, Hunya József után a Hunya nevet.

## Közélete

### Polgármesterei
| Polgármester | Polgármester                  | Polgármester |                                        |
| ------------ | ----------------------------- | ------------ | -------------------------------------- |
| 1990–1994    | Szmola Illés                  | független    |                                        |
| 1994–1998    | Hunya Tiborné                 | független    |                                        |
| 1998–1999    | Hunya Tiborné                 | független    | a képviselő-testület feloszlatta magát |
| 2000–2002    | Hoffman Márton                | független    | időközi választás: 2000. február 13    |
| 2002–2006    | Hunya Tiborné                 | független    |                                        |
| 2006–2010    | Petényi Szilárd Szilveszterné | független    |                                        |
| 2010–2014    | Petényi Szilárd Szilveszterné | független    |                                        |
| 2014–2015    | Petényi Szilárd Szilveszterné | független    | hivataláról lemondott                  |
| 2015–2019    | Hegedüs Roland                | független    | időközi választás: 2015. október 4.    |
| 2019–2022    | Hegedüs Roland                | független    | a képviselő-testület feloszlatta magát |
| 2022–2024    | Kiszely Imre                  | Fidesz-KDNP  | időközi választás: 2022. október 2.    |
| 2024–        | Kiszely Imre                  | Fidesz-KDNP  |                                        |

## Népesség
| Lakosok száma | 663  | 658  | 609  | 575  | 559  | 556  | 552  |
|               | 2013 | 2014 | 2019 | 2021 | 2022 | 2023 | 2024 |

2001-ben a település lakosságának 99%-a magyar, 1%-a egyéb (főleg szlovák) nemzetiségűnek vallotta magát.
A 2011-es népszámlálás során a lakosok 80,6%-a magyarnak, 0,4% cigánynak, 0,3% németnek, 1% románnak, 0,9% szlováknak mondta magát (19,4% nem nyilatkozott; a kettős identitások miatt a végösszeg nagyobb lehet 100%-nál). A vallási megoszlás a következő volt: római katolikus 51,7%, református 3,3%, evangélikus 3,3%, felekezeten kívüli 16,4% (23,7% nem nyilatkozott).
2022-ben a lakosság 89,1%-a vallotta magát magyarnak, 0,4% románnak, 0,2% németnek, 0,2% ruszinnak, 0,2% cigánynak, 2,1% egyéb, nem hazai nemzetiségűnek (10,9% nem nyilatkozott; a kettős identitások miatt a végösszeg nagyobb lehet 100%-nál). Vallásuk szerint 39% volt római katolikus, 5,5% református, 1,8% evangélikus, 0,4% görög katolikus, 0,4% egyéb keresztény, 1,3% egyéb katolikus, 15,7% felekezeten kívüli (35,8% nem válaszolt).

## Nevezetességek
A régi római katolikus temploma 1896-ban épült Szent László tiszteletére. A templom építéséhez és a temetőhöz egyik lakosa, Hunya József adta a telket a falunak. Ez a templom 1999-ben a belvíz miatt veszélyesen megsüllyedt, majd 1999. június 4-én éjjel egy villámcsapás következtében leégett. A tűz olyan súlyos károkat okozott, hogy az eredeti templom helyreállítására nem lett volna mód, ezért lebontották és úgy határoztak, hogy újat építenek. Mivel a hunyaiakat és a Hunyáról elszármazottakat nagyon súlyosan érintette a település identitását jelképező templom pusztulása, jelentős adakozás indult meg az újraépítés érdekében. Az új templom egy év alatt fel is épült, ami után, 2000. december 23-án, egy szombati délelőttön Gyulay Endre szeged-csanádi püspök felszentelte az új hunyai templomot, a korábbihoz hasonlóan szintén Szent László tiszteletére. 

## Képgaléria

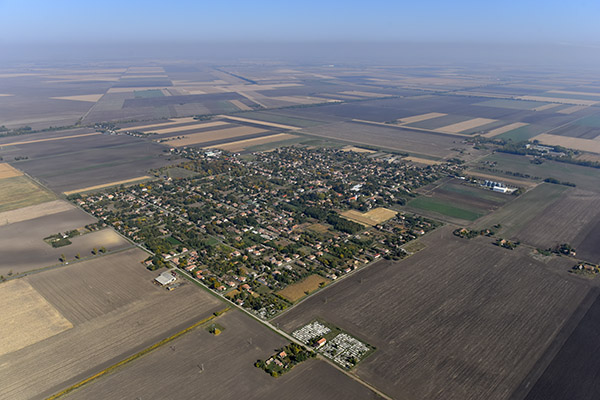
Hunya látképe a magasból
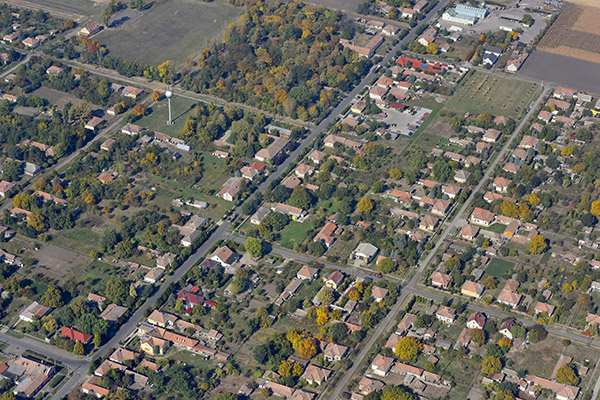
Hunya légi felvételen